# Pierre Léchelle
Pierre Léchelle est un homme politique français né le 11 décembre 1756 à Puyréaux (Charente) et mort le 26 septembre 1836 à La Rochefoucauld.

## Biographie
Commissaire du roi près le tribunal du district de La Rochefoucauld, il est député de la Charente de 1791 à 1792.

## Sources
- « Pierre Léchelle », dans Adolphe Robert et Gaston Cougny, Dictionnaire des parlementaires français, Edgar Bourloton, 1889-1891 [détail de l’édition]